# Cornel Penu
Cornel Penu (n. 16 iunie 1946, Galați, România) este un fost handbalist român, dublu campion mondial în 1970 și 1974. A făcut parte din lotul echipei naționale de handbal a României, care a fost medaliată cu argint olimpic la Montreal 1976 și cu bronz olimpic la München 1972. Este considerat cel mai mare portar al României.

## Carieră

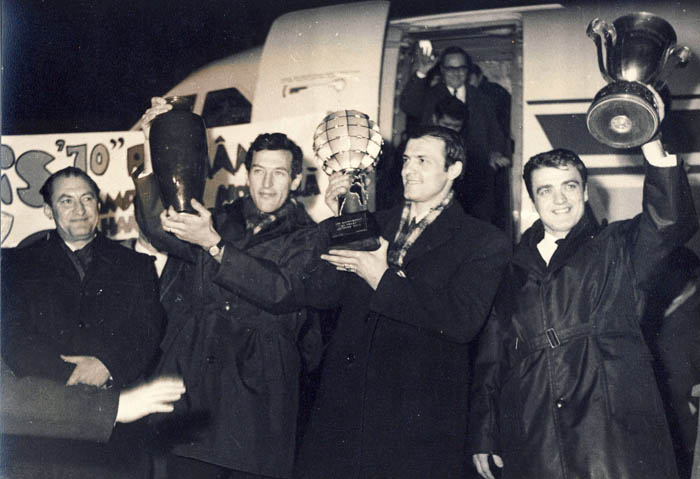
Cornel Penu, Gheorghe Gruia și Cornel Oțelea prezentând trofeele câștigate (1970)

S-a născut în Galați, dar părinții săi s-au mutat la Buzău când avea trei ani. S-a apucat de handbal și de fotbal la Școala Generală 8 din Buzău, evoluând pe postul de portar de la început,fiind descoperit în clasa a V-a, de către profesorul de educație fizică Morișcă, apoi s-a specializat în handbal la Școala Sportivă, sub îndrumarea lui Constantin Căpățână. În paralel cu studiile la Facultatea de Mecanică din Galați a activat la clubul Știința. În anul 1967 s-a transferat la CS Dinamo București. În același an a fost campion mondial de tineret și medaliat cu bronz la Campionatul Mondial de seniori. Trei ani mai târziu a devenit campion mondial după ce România a trecut la limită, scorul fiind 13–12, de Germania de Est.
La Jocurile Olimpice din 1972 de la München România a trecut de grupele principale pe locul doi și a întâlnit Germania de Est. S-a impus cu scorul 19–16, cucerind medalia de bronz, prima medalie olimpică dintr-o serie de trei pentru handbalul românesc. În 1974 a câștigat al doilea titlu mondial, România învingând din nou Germania de Est. La Jocurile Olimpice din 1976 de la Montreal România a ajuns în finală, dar a pierdut 15–19 cu Uniunea Sovietică și s-a mulțumit cu argintul.
După ce s-a retras din activitate competițională în 1980 a devenit antrenor la echipa națională, iar apoi la Dinamo București. A pregătit și Hidrotehnica Constanta și ASA Buzău. Din 1993 a activat la Marrakech, Maroc, iar apoi a plecat în Franța, la Sedan. După ce s-a pensionat, a continuat să îi antreneze pe copii din cadrul clubului din Sedan.
Pentru realizările sale a fost numit maestru emerit al sportului. În anul 2000 a primit Medalia națională „Serviciul Credincios” clasa I.

## Distincții
- Ordinul Muncii clasa I (29 martie 1974) „pentru comportarea remarcabilă și ocuparea locului I la Campionatul mondial de handbal masculin – ediția 1974 –, precum și pentru contribuția deosebită adusă la dezvoltarea acestui sport și la creșterea prestigiului sportului românesc pe plan internațional”[6]
- Ordinul „Meritul Sportiv” clasa a II-a (18 august 1976) „pentru rezultatele deosebite obținute la Jocurile olimpice de vară de la Montreal – 1976, precum și pentru contribuția adusă la dezvoltarea activității sportive și la creșterea prestigiului sportului românesc pe plan internațional”[7]

## Legături externe
- Cornel Penu la Comitetul Olimpic și Sportiv Român (arhivat)
- en Cornel Penu la Olympedia.org